# NYPD Blue
NYPD Blue (en español: Policías de Nueva York) es una popular serie de televisión policíaca estadounidense, transmitida desde el 21 de septiembre de 1993 hasta el 1 de marzo de 2005 por medio de la cadena ABC.
La serie fue creada por Steven Bochco y David Milch, quienes se inspiraron en la amistad de Milch con Bill Clark, un exmiembro del Departamento de Policía de Nueva York, y quien finalmente se convirtió en uno de los productores del programa.
Contó con la participación invitada de los actores Mark Moses, Titus Welliver, Christopher Meloni, Peter Boyle, Dean Norris, Joe Pantoliano, Lana Parrilla, Jude Ciccolella, Greg Grunberg, Susanna Thompson, Enrico Colantoni, Richard Schiff, Giovanni Ribisi, Leland Orser, Michael Peña, James Pickens Jr., Mark Pellegrino, Bradley Whitford, Melina Kanakaredes, David Schwimmer, Debra Messing, Paul Ben-Victor, Louis Lombardi, Michael Jai White, Phyllis Somerville, Anna Gunn, Luis Guzmán, Kevin Dillon, Willie Garson, Ruben Santiago-Hudson, Giancarlo Esposito, Danny Masterson, Raymond Cruz, Yancey Arias, Scott Cohen, Lisa Darr, entre otros.

## Historia
La serie sigue a los policías, detectives y tenientes de la comisaría 15 de Manhattan y cómo estos investigan los diferentes casos criminales que les tocan cada día en sus trabajos.

## Reparto

### Personajes principales
| Actor               | Personaje              | Ocupación           | Episodios | Duración    |
| ------------------- | ---------------------- | ------------------- | --------- | ----------- |
| Dennis Franz        | Lt. Sgt. Andy Sipowicz | Teniente / Sargento | 261       | 1993 - 2005 |
| Gordon Clapp        | Det. Greg Medavoy      | Detective           | 253       | 1993 - 2005 |
| Bill Brochtrup      | John Irvin             | P.A.A.              | 156       | 1995 - 2005 |
| Mark-Paul Gosselaar | Det. John Clark, Jr.   | Detective Principal | 87        | 2001 - 2005 |
| Jacqueline Obradors | Det. Rita Ortiz        | Detective           | 80        | 2001 - 2005 |
| Currie Graham       | Lt. Thomas Bale        | Teniente            | 20        | 2004 - 2005 |
| Bonnie Somerville   | Det. Laura Murphy      | Detective           | 20        | 2004 - 2005 |

### Personajes recurrentes
| Actor            | Personaje   | Ocupación | Episodios | Duración                 |
| ---------------- | ----------- | --------- | --------- | ------------------------ |
| Michael Echols   | Lowen       | Oficial   | 20        | 1997 - 2005              |
| Joe Sabatino     | Mackey      | Oficial   | 19        | 1997 - 1998, 2000 - 2005 |
| Elizabeth Lackey | Lori Munson | A.D.A     | 9         | 2004 - 2005              |

### Antiguos personajes principales
| Actor              | Personaje                     | Ocupación          | Episodios | Duración        | Estado | Causa                                                        |
| ------------------ | ----------------------------- | ------------------ | --------- | --------------- | ------ | ------------------------------------------------------------ |
| James McDaniel     | Capt. Lt. Arthur Fancy        | Capitán / Teniente | 161       | 1993 - 2001     | Vivo   | fue promovido                                                |
| Kim Delaney        | Det. Diane Russell            | Detective          | 133       | 1995-2001, 2003 | -      | -                                                            |
| Nicholas Turturro  | Det. James Martinez           | Detective          | 130       | 1993 - 2000     | -      | -                                                            |
| Sharon Lawrence    | Sylvia Costas-Sipowicz        | A.D.A.             | 100       | 1993 - 1999     | Muerta | asesinada por James Mayo                                     |
| Jimmy Smits        | Det. Bobby Simone             | Detective          | 91        | 1994-1998, 2004 | Muerto | luego de que el trasplante de corazón no funcionara          |
| Garcelle Beauvais  | Valerie Haywood               | A.D.A.             | 81        | 2001 - 2004     | -      | -                                                            |
| Andrea Thompson    | Det. Jill Kirkendall          | Detective          | 73        | 1996 - 2000     | -      | -                                                            |
| Charlotte Ross     | Det. Connie McDowell-Sipowicz | Detective          | 70        | 2001 - 2004     | Viva   | renunció para cuidar a su hijo                               |
| Esai Morales       | Lt. Tony Rodriguez            | Teniente           | 66        | 2001 - 2004     | Vivo   | renunció                                                     |
| Rick Schroder      | Det. Danny Sorenson           | Detective          | 59        | 1998 - 2001     | Muerto | asesinado mientras se encontraba en una operación encubierta |
| Gail O'Grady       | Donna Abandando               | P.A.A.             | 58        | 1993-1996, 1999 | Vivo   | renunció y comenzó un nuevo trabajo en "Apple Computers"     |
| Justine Miceli     | Det. Adrienne Lesniak         | Detective          | 35        | 1994 - 1996     | -      | -                                                            |
| John F. O'Donohue  | Sgt. Eddie Gibson             | Sargento           | 28        | 2000 - 2004     | -      | -                                                            |
| David Caruso       | Det. John Kelly               | Detective          | 26        | 1993 - 1994     | Vivo   | renunció                                                     |
| Amy Brenneman      | Det. Janice Licalsi           | Detective          | 24        | 1993 - 1994     | Viva   | renunció                                                     |
| Sherry Stringfield | Laura Michaels                | A.D.A.             | 22        | 1993 - 1994     | -      | -                                                            |

### Antiguos personajes recurrentes
| Actor                 | Personaje              | Ocupación               | Episodios | Duración                 | Estado | Causa                                                     |
| --------------------- | ---------------------- | ----------------------- | --------- | ------------------------ | ------ | --------------------------------------------------------- |
| Michael B. Silver     | Leo Cohen              | A.D.A.                  | 31        | 1996 - 2001, 2004        | Vivo   | -                                                         |
| Scott Allan Campbell  | Sgt. Jerry Martens     | Sargento de IAB         | 31        | 1994 - 1995, 1997 - 2001 | -      | -                                                         |
| Vincent Guastaferro   | Sgt. Vincent Agostini  | Sargento                | 28        | 1993 - 1995, 1997        | -      | -                                                         |
| Lourdes Benedicto     | Gina Colon-Martinez    | P.A.A.                  | 22        | 1996 - 1997, 2000        | Viva   | -                                                         |
| Lola Glaudini         | Dolores Mayo           | P.A.A.                  | 20        | 1998 - 1999              | Muerta | murió luego de ocasionarse una sobredosis                 |
| Debra Monk            | Katie Sipowicz         | -                       | 17        | 1996, 1998 - 2001        | Viva   | se mudó                                                   |
| Anthony Mangano       | Ed Laughlin            | Oficial                 | 17        | 1997 - 2003              | Vivo   | arrestado por poner drogas en el coche del Det. Clark Jr. |
| Joe Spano             | Det. John Clark Sr.    | Detective               | 16        | 2001 - 2003              | Muerto | se suicidó                                                |
| Carmine Caridi        | Det. Vince Gotelli     | Detective               | 15        | 1994 - 1997, 1999        | -      | -                                                         |
| Chandra West          | Dr. Jennifer Devlin    | Doctora                 | 13        | 2005 - 2004              | Muerta | murió luego de sufrir una sobredosis de medicamentos      |
| Daniel Benzali        | James Sinclair, Esq.   | -                       | 13        | 1993 - 1994, 1999, 2003  | -      | -                                                         |
| Sheeri Rappaport      | Mary Franco            | Oficial                 | 13        | 2000 - 2001              | -      | -                                                         |
| Casey Siemaszko       | Capt. Pat Fraker       | Capitán del IAB         | 12        | 2002 - 2003              | Vivo   | arrestado por el intento de asesinato del Lt. Rodriguez   |
| Michael DeLuise       | Andy Sipowicz Jr.      | -                       | 12        | 1993 - 1997, 2000        | Muerto | asesinado de un disparo por unos criminales               |
| Michael Harney        | Det. Mike Roberts      | Detective               | 12        | 1993 - 1996, 1998 - 1999 | Muerto | asesinado                                                 |
| Larry Joshua          | Capt. Clifford Bass    | Capitán                 | 11        | 1995 - 1997, 2001        | Vivo   | renunció para cuidar a su esposa                          |
| Richard Grant         | Sgt. Bill Dornan       | Sargento                | 10        | 1994, 1996, 1999         | Vivo   | -                                                         |
| Gabrielle Fitzpatrick | Naomi Reynolds         | P.A.A.                  | 10        | 1997 - 1998              | Viva   | renunció luego de que se descubriera que era inmigrante   |
| Paige Turco           | Abby Sullivan          | Oficial                 | 10        | 1996 - 1997              | Viva   | -                                                         |
| Scott Cohen           | Det. Harry Denby       | Detective de Narcóticos | 9         | 2000 - 2001              | Muerto | murió luego de recibir un disparo de la Det. Russell      |
| James Handy           | Capt. Haverill         | Comandante              | 7         | 1993 - 1996              | Vivo   | se retiró obligatoriamente                                |
| Geri Turner           | Debra Christofferson   | P.A.A.                  | 6         | 1996 - 1997              | Viva   | transferida a anti-crimen                                 |
| Steve Antin           | Det. Nick Savino       | Detective de Narcóticos | 6         | 1994 - 1996, 1998        | -      | -                                                         |
| Scott W. Winters      | Det. Stan Hatcher      | Detective               | 6         | 2004                     | Vivo   | transferida a Miami                                       |
| Tom Towles            | Insp. Anthony Lastarza | Jefe de OCCB            | 6         | 1993- 1994               | -      | -                                                         |
| Jessalyn Gilsig       | Det. Kelly Ronson      | Detective               | 5         | 2004                     | -      | -                                                         |

## Premios y nominaciones
La serie ha sido nominada a más de 200 premios y ganado 80.

## Producción
La serie contó con la participación de los directores Mark Tinker, Michael M. Robin, Robert J. Doherty, Steven DePaul, Donna Deitch, Paris Barclay, Jake Paltrow, Jesse Bochco, Gregory Hoblit, Matthew Penn, Dennis Dugan, Mark Piznarski, Rick Wallace, Elodie Keene, Michael W. Watkins, Perry Lang, entre otros.
Por otro lado también contó con los escritores Steven Bochco, David Milch, Bill Clark, Matt Olmstead, Nicholas Wootton, Jody Worth, Leonard Gardner, Ted Mann, Gardner Stern, Meredith Stiehm, Keith Eisner, Tom Szentgyorgyi, Burton Armus, David Mills, Greg Plageman, Theresa Rebeck, William M. Finkelstein, entre otros.